# Постовий на перехресті
«Постовий на перехресті» (англ. The Crossing Guard) — американський фільм режисера Шона Пенна.

## Сюжет
Герої Джека Ніколсона і Анжеліки Х'юстон втратили доньку, збиту автомобілем. Водій не пішов від покарання і відбув у в'язниці 6 років. Але для батька цього покарання здалося мало. Він довгі роки чекав звільнення винуватця загибелі дочки і навіть увірвався до нього, щоб застрелити. Пострілу не вийшло — він забув зарядити зброю. А його ворог навіть не намагався захистити себе. Він лише попросив кілька днів відстрочки, сказавши, що не буде телефонувати в поліцію. Справа в тому, що совість настільки понівечила хлопця, що він сам хотів померти.

## У ролях
| Актор            | Роль        |
| ---------------- | ----------- |
| Джек Ніколсон    | Фредді Гейл |
| Девід Морс       | Джон Бут    |
| Анжеліка Х'юстон | Мері        |
| Робін Райт       | Джоджо      |
| Пайпер Лорі      | Хелен Бут   |
| Річард Бредфорд  | Стюарт Бут  |
| Прісцилла Барнс  | Верна       |
| Девід Баеруолд   | Пітер       |
| Роббі Робертсон  | Роджер      |
| Джон Севедж      | Боббі       |

## Знімальна група
- Режисер — Шон Пенн
- Сценарист — Шон Пенн
- Продюсер — Шон Пенн, Річард Н. Гладштейн, Девід Шемрой Гамбургер
- Композитор — Джек Нітцше, Брюс Спрінгстін, Адам Ант